# 1450
Portal Geschichte | Portal Biografien | Aktuelle Ereignisse | Jahreskalender | Tagesartikel

◄ |
14. Jahrhundert |
15. Jahrhundert
| 16. Jahrhundert | ►

◄ |
1420er |
1430er |
1440er |
1450er
| 1460er | 1470er | 1480er | ►

◄◄ |
◄ |
1446 |
1447 |
1448 |
1449 |
1450
| 1451 | 1452 | 1453 | 1454 | ► | ►►
Staatsoberhäupter  · Nekrolog
| Januar | Januar | Januar | Januar | Januar | Januar | Januar | Januar |
| Kw     | Mo     | Di     | Mi     | Do     | Fr     | Sa     | So     |
| ------ | ------ | ------ | ------ | ------ | ------ | ------ | ------ |
| 1      |        |        |        | 1      | 2      | 3      | 4      |
| 2      | 5      | 6      | 7      | 8      | 9      | 10     | 11     |
| 3      | 12     | 13     | 14     | 15     | 16     | 17     | 18     |
| 4      | 19     | 20     | 21     | 22     | 23     | 24     | 25     |
| 5      | 26     | 27     | 28     | 29     | 30     | 31     |        |

| Februar | Februar | Februar | Februar | Februar | Februar | Februar | Februar |
| Kw      | Mo      | Di      | Mi      | Do      | Fr      | Sa      | So      |
| ------- | ------- | ------- | ------- | ------- | ------- | ------- | ------- |
| 5       |         |         |         |         |         |         | 1       |
| 6       | 2       | 3       | 4       | 5       | 6       | 7       | 8       |
| 7       | 9       | 10      | 11      | 12      | 13      | 14      | 15      |
| 8       | 16      | 17      | 18      | 19      | 20      | 21      | 22      |
| 9       | 23      | 24      | 25      | 26      | 27      | 28      |         |

| März | März | März | März | März | März | März | März |
| Kw   | Mo   | Di   | Mi   | Do   | Fr   | Sa   | So   |
| ---- | ---- | ---- | ---- | ---- | ---- | ---- | ---- |
| 9    |      |      |      |      |      |      | 1    |
| 10   | 2    | 3    | 4    | 5    | 6    | 7    | 8    |
| 11   | 9    | 10   | 11   | 12   | 13   | 14   | 15   |
| 12   | 16   | 17   | 18   | 19   | 20   | 21   | 22   |
| 13   | 23   | 24   | 25   | 26   | 27   | 28   | 29   |
| 14   | 30   | 31   |      |      |      |      |      |

| April | April | April | April | April | April | April | April |
| Kw    | Mo    | Di    | Mi    | Do    | Fr    | Sa    | So    |
| ----- | ----- | ----- | ----- | ----- | ----- | ----- | ----- |
| 14    |       |       | 1     | 2     | 3     | 4     | 5     |
| 15    | 6     | 7     | 8     | 9     | 10    | 11    | 12    |
| 16    | 13    | 14    | 15    | 16    | 17    | 18    | 19    |
| 17    | 20    | 21    | 22    | 23    | 24    | 25    | 26    |
| 18    | 27    | 28    | 29    | 30    |       |       |       |

| Mai | Mai | Mai | Mai | Mai | Mai | Mai | Mai |
| Kw  | Mo  | Di  | Mi  | Do  | Fr  | Sa  | So  |
| --- | --- | --- | --- | --- | --- | --- | --- |
| 18  |     |     |     |     | 1   | 2   | 3   |
| 19  | 4   | 5   | 6   | 7   | 8   | 9   | 10  |
| 20  | 11  | 12  | 13  | 14  | 15  | 16  | 17  |
| 21  | 18  | 19  | 20  | 21  | 22  | 23  | 24  |
| 22  | 25  | 26  | 27  | 28  | 29  | 30  | 31  |

| Juni | Juni | Juni | Juni | Juni | Juni | Juni | Juni |
| Kw   | Mo   | Di   | Mi   | Do   | Fr   | Sa   | So   |
| ---- | ---- | ---- | ---- | ---- | ---- | ---- | ---- |
| 23   | 1    | 2    | 3    | 4    | 5    | 6    | 7    |
| 24   | 8    | 9    | 10   | 11   | 12   | 13   | 14   |
| 25   | 15   | 16   | 17   | 18   | 19   | 20   | 21   |
| 26   | 22   | 23   | 24   | 25   | 26   | 27   | 28   |
| 27   | 29   | 30   |      |      |      |      |      |

| Juli | Juli | Juli | Juli | Juli | Juli | Juli | Juli |
| Kw   | Mo   | Di   | Mi   | Do   | Fr   | Sa   | So   |
| ---- | ---- | ---- | ---- | ---- | ---- | ---- | ---- |
| 27   |      |      | 1    | 2    | 3    | 4    | 5    |
| 28   | 6    | 7    | 8    | 9    | 10   | 11   | 12   |
| 29   | 13   | 14   | 15   | 16   | 17   | 18   | 19   |
| 30   | 20   | 21   | 22   | 23   | 24   | 25   | 26   |
| 31   | 27   | 28   | 29   | 30   | 31   |      |      |

| August | August | August | August | August | August | August | August |
| Kw     | Mo     | Di     | Mi     | Do     | Fr     | Sa     | So     |
| ------ | ------ | ------ | ------ | ------ | ------ | ------ | ------ |
| 31     |        |        |        |        |        | 1      | 2      |
| 32     | 3      | 4      | 5      | 6      | 7      | 8      | 9      |
| 33     | 10     | 11     | 12     | 13     | 14     | 15     | 16     |
| 34     | 17     | 18     | 19     | 20     | 21     | 22     | 23     |
| 35     | 24     | 25     | 26     | 27     | 28     | 29     | 30     |
| 36     | 31     |        |        |        |        |        |        |

| September | September | September | September | September | September | September | September |
| Kw        | Mo        | Di        | Mi        | Do        | Fr        | Sa        | So        |
| --------- | --------- | --------- | --------- | --------- | --------- | --------- | --------- |
| 36        |           | 1         | 2         | 3         | 4         | 5         | 6         |
| 37        | 7         | 8         | 9         | 10        | 11        | 12        | 13        |
| 38        | 14        | 15        | 16        | 17        | 18        | 19        | 20        |
| 39        | 21        | 22        | 23        | 24        | 25        | 26        | 27        |
| 40        | 28        | 29        | 30        |           |           |           |           |

| Oktober | Oktober | Oktober | Oktober | Oktober | Oktober | Oktober | Oktober |
| Kw      | Mo      | Di      | Mi      | Do      | Fr      | Sa      | So      |
| ------- | ------- | ------- | ------- | ------- | ------- | ------- | ------- |
| 40      |         |         |         | 1       | 2       | 3       | 4       |
| 41      | 5       | 6       | 7       | 8       | 9       | 10      | 11      |
| 42      | 12      | 13      | 14      | 15      | 16      | 17      | 18      |
| 43      | 19      | 20      | 21      | 22      | 23      | 24      | 25      |
| 44      | 26      | 27      | 28      | 29      | 30      | 31      |         |

| November | November | November | November | November | November | November | November |
| Kw       | Mo       | Di       | Mi       | Do       | Fr       | Sa       | So       |
| -------- | -------- | -------- | -------- | -------- | -------- | -------- | -------- |
| 44       |          |          |          |          |          |          | 1        |
| 45       | 2        | 3        | 4        | 5        | 6        | 7        | 8        |
| 46       | 9        | 10       | 11       | 12       | 13       | 14       | 15       |
| 47       | 16       | 17       | 18       | 19       | 20       | 21       | 22       |
| 48       | 23       | 24       | 25       | 26       | 27       | 28       | 29       |
| 49       | 30       |          |          |          |          |          |          |

| Dezember | Dezember | Dezember | Dezember | Dezember | Dezember | Dezember | Dezember |
| Kw       | Mo       | Di       | Mi       | Do       | Fr       | Sa       | So       |
| -------- | -------- | -------- | -------- | -------- | -------- | -------- | -------- |
| 49       |          | 1        | 2        | 3        | 4        | 5        | 6        |
| 50       | 7        | 8        | 9        | 10       | 11       | 12       | 13       |
| 51       | 14       | 15       | 16       | 17       | 18       | 19       | 20       |
| 52       | 21       | 22       | 23       | 24       | 25       | 26       | 27       |
| 53       | 28       | 29       | 30       | 31       |          |          |          |

| Januar | Januar | Januar | Januar | Januar | Januar | Januar | Januar |
| Kw     | Mo     | Di     | Mi     | Do     | Fr     | Sa     | So     |
| ------ | ------ | ------ | ------ | ------ | ------ | ------ | ------ |
| 1      |        |        |        | 1      | 2      | 3      | 4      |
| 2      | 5      | 6      | 7      | 8      | 9      | 10     | 11     |
| 3      | 12     | 13     | 14     | 15     | 16     | 17     | 18     |
| 4      | 19     | 20     | 21     | 22     | 23     | 24     | 25     |
| 5      | 26     | 27     | 28     | 29     | 30     | 31     |        |

| Februar | Februar | Februar | Februar | Februar | Februar | Februar | Februar |
| Kw      | Mo      | Di      | Mi      | Do      | Fr      | Sa      | So      |
| ------- | ------- | ------- | ------- | ------- | ------- | ------- | ------- |
| 5       |         |         |         |         |         |         | 1       |
| 6       | 2       | 3       | 4       | 5       | 6       | 7       | 8       |
| 7       | 9       | 10      | 11      | 12      | 13      | 14      | 15      |
| 8       | 16      | 17      | 18      | 19      | 20      | 21      | 22      |
| 9       | 23      | 24      | 25      | 26      | 27      | 28      |         |

| März | März | März | März | März | März | März | März |
| Kw   | Mo   | Di   | Mi   | Do   | Fr   | Sa   | So   |
| ---- | ---- | ---- | ---- | ---- | ---- | ---- | ---- |
| 9    |      |      |      |      |      |      | 1    |
| 10   | 2    | 3    | 4    | 5    | 6    | 7    | 8    |
| 11   | 9    | 10   | 11   | 12   | 13   | 14   | 15   |
| 12   | 16   | 17   | 18   | 19   | 20   | 21   | 22   |
| 13   | 23   | 24   | 25   | 26   | 27   | 28   | 29   |
| 14   | 30   | 31   |      |      |      |      |      |

| April | April | April | April | April | April | April | April |
| Kw    | Mo    | Di    | Mi    | Do    | Fr    | Sa    | So    |
| ----- | ----- | ----- | ----- | ----- | ----- | ----- | ----- |
| 14    |       |       | 1     | 2     | 3     | 4     | 5     |
| 15    | 6     | 7     | 8     | 9     | 10    | 11    | 12    |
| 16    | 13    | 14    | 15    | 16    | 17    | 18    | 19    |
| 17    | 20    | 21    | 22    | 23    | 24    | 25    | 26    |
| 18    | 27    | 28    | 29    | 30    |       |       |       |

| Mai | Mai | Mai | Mai | Mai | Mai | Mai | Mai |
| Kw  | Mo  | Di  | Mi  | Do  | Fr  | Sa  | So  |
| --- | --- | --- | --- | --- | --- | --- | --- |
| 18  |     |     |     |     | 1   | 2   | 3   |
| 19  | 4   | 5   | 6   | 7   | 8   | 9   | 10  |
| 20  | 11  | 12  | 13  | 14  | 15  | 16  | 17  |
| 21  | 18  | 19  | 20  | 21  | 22  | 23  | 24  |
| 22  | 25  | 26  | 27  | 28  | 29  | 30  | 31  |

| Juni | Juni | Juni | Juni | Juni | Juni | Juni | Juni |
| Kw   | Mo   | Di   | Mi   | Do   | Fr   | Sa   | So   |
| ---- | ---- | ---- | ---- | ---- | ---- | ---- | ---- |
| 23   | 1    | 2    | 3    | 4    | 5    | 6    | 7    |
| 24   | 8    | 9    | 10   | 11   | 12   | 13   | 14   |
| 25   | 15   | 16   | 17   | 18   | 19   | 20   | 21   |
| 26   | 22   | 23   | 24   | 25   | 26   | 27   | 28   |
| 27   | 29   | 30   |      |      |      |      |      |

| Juli | Juli | Juli | Juli | Juli | Juli | Juli | Juli |
| Kw   | Mo   | Di   | Mi   | Do   | Fr   | Sa   | So   |
| ---- | ---- | ---- | ---- | ---- | ---- | ---- | ---- |
| 27   |      |      | 1    | 2    | 3    | 4    | 5    |
| 28   | 6    | 7    | 8    | 9    | 10   | 11   | 12   |
| 29   | 13   | 14   | 15   | 16   | 17   | 18   | 19   |
| 30   | 20   | 21   | 22   | 23   | 24   | 25   | 26   |
| 31   | 27   | 28   | 29   | 30   | 31   |      |      |

| August | August | August | August | August | August | August | August |
| Kw     | Mo     | Di     | Mi     | Do     | Fr     | Sa     | So     |
| ------ | ------ | ------ | ------ | ------ | ------ | ------ | ------ |
| 31     |        |        |        |        |        | 1      | 2      |
| 32     | 3      | 4      | 5      | 6      | 7      | 8      | 9      |
| 33     | 10     | 11     | 12     | 13     | 14     | 15     | 16     |
| 34     | 17     | 18     | 19     | 20     | 21     | 22     | 23     |
| 35     | 24     | 25     | 26     | 27     | 28     | 29     | 30     |
| 36     | 31     |        |        |        |        |        |        |

| September | September | September | September | September | September | September | September |
| Kw        | Mo        | Di        | Mi        | Do        | Fr        | Sa        | So        |
| --------- | --------- | --------- | --------- | --------- | --------- | --------- | --------- |
| 36        |           | 1         | 2         | 3         | 4         | 5         | 6         |
| 37        | 7         | 8         | 9         | 10        | 11        | 12        | 13        |
| 38        | 14        | 15        | 16        | 17        | 18        | 19        | 20        |
| 39        | 21        | 22        | 23        | 24        | 25        | 26        | 27        |
| 40        | 28        | 29        | 30        |           |           |           |           |

| Oktober | Oktober | Oktober | Oktober | Oktober | Oktober | Oktober | Oktober |
| Kw      | Mo      | Di      | Mi      | Do      | Fr      | Sa      | So      |
| ------- | ------- | ------- | ------- | ------- | ------- | ------- | ------- |
| 40      |         |         |         | 1       | 2       | 3       | 4       |
| 41      | 5       | 6       | 7       | 8       | 9       | 10      | 11      |
| 42      | 12      | 13      | 14      | 15      | 16      | 17      | 18      |
| 43      | 19      | 20      | 21      | 22      | 23      | 24      | 25      |
| 44      | 26      | 27      | 28      | 29      | 30      | 31      |         |

| November | November | November | November | November | November | November | November |
| Kw       | Mo       | Di       | Mi       | Do       | Fr       | Sa       | So       |
| -------- | -------- | -------- | -------- | -------- | -------- | -------- | -------- |
| 44       |          |          |          |          |          |          | 1        |
| 45       | 2        | 3        | 4        | 5        | 6        | 7        | 8        |
| 46       | 9        | 10       | 11       | 12       | 13       | 14       | 15       |
| 47       | 16       | 17       | 18       | 19       | 20       | 21       | 22       |
| 48       | 23       | 24       | 25       | 26       | 27       | 28       | 29       |
| 49       | 30       |          |          |          |          |          |          |

| Dezember | Dezember | Dezember | Dezember | Dezember | Dezember | Dezember | Dezember |
| Kw       | Mo       | Di       | Mi       | Do       | Fr       | Sa       | So       |
| -------- | -------- | -------- | -------- | -------- | -------- | -------- | -------- |
| 49       |          | 1        | 2        | 3        | 4        | 5        | 6        |
| 50       | 7        | 8        | 9        | 10       | 11       | 12       | 13       |
| 51       | 14       | 15       | 16       | 17       | 18       | 19       | 20       |
| 52       | 21       | 22       | 23       | 24       | 25       | 26       | 27       |
| 53       | 28       | 29       | 30       | 31       |          |          |          |

## Ereignisse

### Politik und Weltgeschehen

#### England / Frankreich
- 28. Februar: William de la Pole, 1. Duke of Suffolk, Erster Minister König Heinrichs VI. von England, wird wegen der umfangreichen Verluste in der Endphase des Hundertjährigen Krieges gestürzt und im Tower of London inhaftiert. Er wird für fünf Jahre aus England verbannt. Sein Nachfolger wird Edmund Beaufort, 1. Duke of Somerset.
- Frühjahr: In England bricht unter der Führung von Jack Cade eine Rebellion gegen König Heinrich VI. aus. Erst am 3. Juli kann die Rebellenarmee an der London Bridge besiegt werden.
- In der Schlacht von Formigny bezwingen die Franzosen am 15. April ein Heer der Engländer. Die englischen Verluste betragen 2500 Tote und Schwerverwundete sowie 900 Gefangene; auf französischer Seite sind 1000 Tote und Verletzte zu beklagen. Ohne weitere Truppen in der Region müssen die Engländer die Normandie aufgeben.
- Das Schiff des verbannten William de la Pole, 1. Duke of Suffolk, wird auf dem Weg nach Frankreich abgefangen und William wird nach einem Schauprozess ermordet.

#### Heiliges Römisches Reich
- 25. März: Francesco I. Sforza zieht als Herzog in Mailand ein. Er beendet die kurzlebige Ambrosianische Republik und übernimmt damit das Erbe der vor drei Jahren ausgestorbenen Visconti.

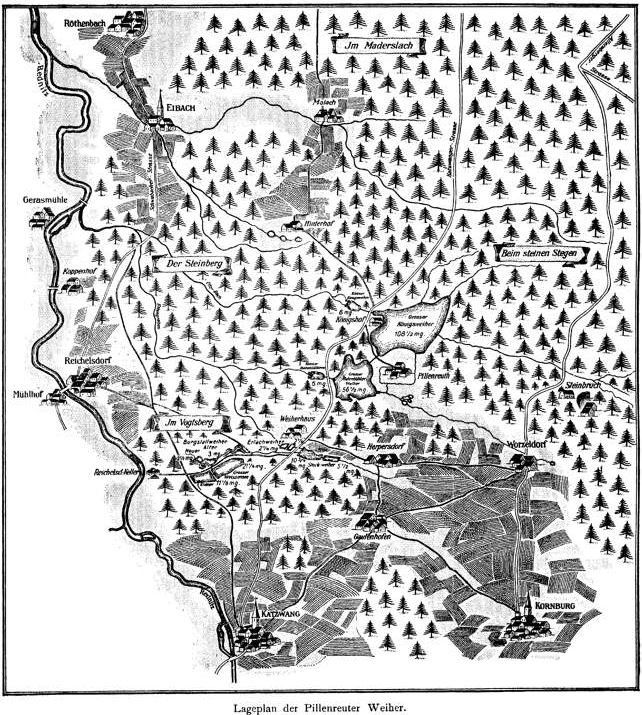
Lageplan der Pillenreuther Weiher

- 22. Juni: Der Erste Markgrafenkrieg endet nach der Schlacht am Pillenreuther Weiher mit einem Friedensschluss in Bamberg. Die Freie Reichsstadt Nürnberg erhält alle von Markgraf Albrecht Achilles von Brandenburg-Ansbach eroberten Gebiete zurück.

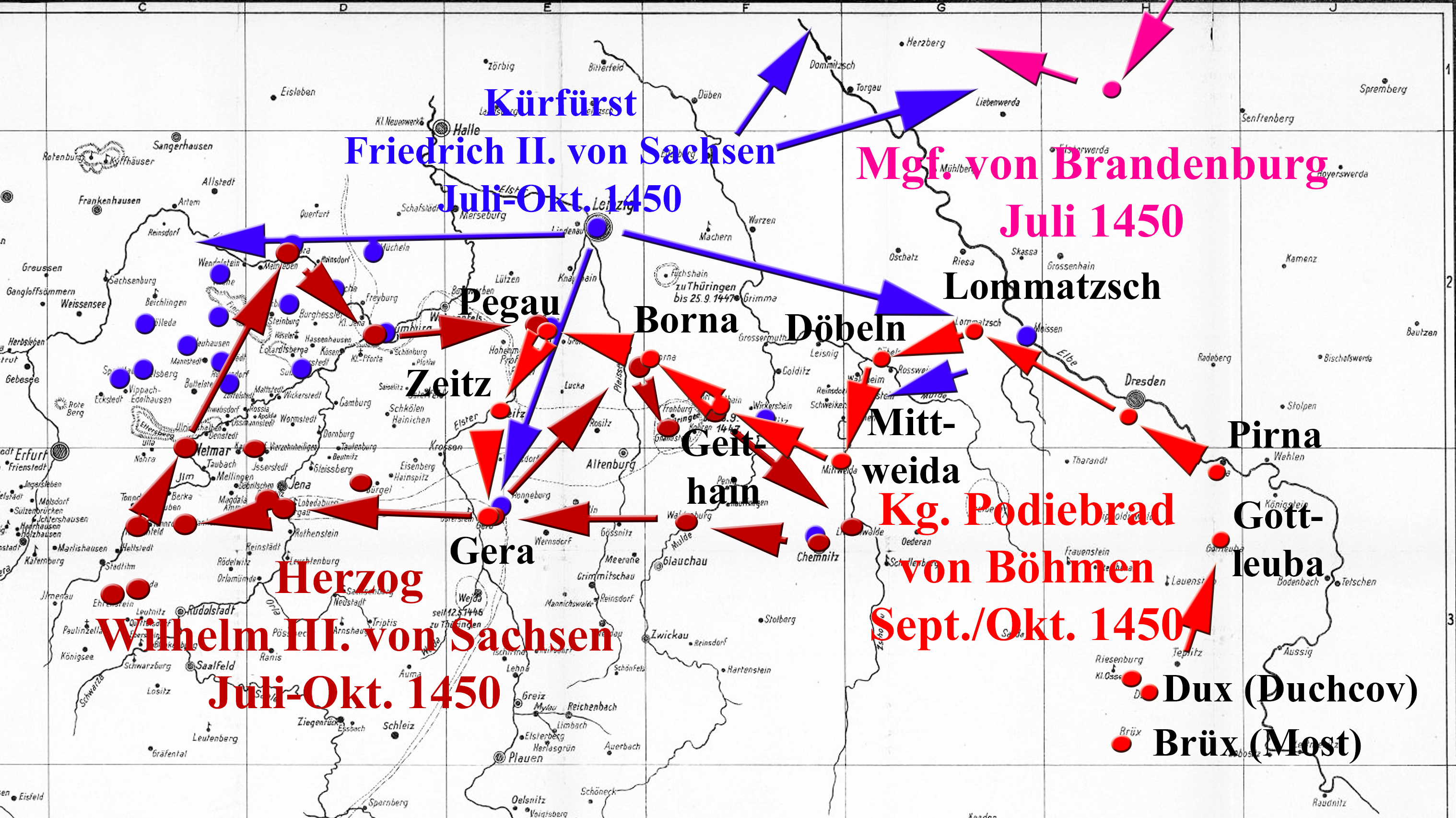
Feldzüge der Sachsen, Brandenburger und Böhmen von Juli bis Oktober 1450 im Sächsischen Bruderkrieg

- 28. Juni: Im Sächsischen Bruderkrieg fällt der Hohenzoller Kurfürst Friedrich II. von Brandenburg mit weiteren brandenburgischen Adligen direkt mit der Übergabe von Fehdeschreiben in den Sächsischen Kurkreis ein.
- 15. Juli: Die Münsterische Stiftsfehde um die Besetzung des Bischofstuhls in Münster und damit auch um die Herrschaft im Hochstift Münster beginnt. Dabei stehen sich zunächst Walram von Moers und Erich von Hoya als Kandidaten gegenüber. Unterstützt werden sie von ihren Familien mit Graf Johann von Hoya und Erzbischof Dietrich II. von Moers an der Spitze.
- 30. Juli: Herzog Heinrich XVI. von Bayern-Landshut stirbt. Nachfolger wird sein Sohn Ludwig IX., der am 8. September die Huldigung der Landstände entgegennimmt.
- 3. August: Der böhmische König Georg von Podiebrad wird an der Landesversammlung von Adeligen der Strakonitzer Allianz bezichtigt, im Vorjahr seinen Widersacher Menhart von Neuhaus vergiftet zu haben. Diese Anschuldigung kann jedoch nicht bewiesen werden.
- 23. September: Der minderjährige Ludwig II. wird Nachfolger seines verstorbenen Vaters Ludwig I. als Graf von Mömpelgard und Württemberg-Urach.
- 1. Oktober: Borso d’Este folgt seinem verstorbenen Bruder Leonello d’Este als Markgraf von Ferrara, Modena und Reggio nach
- 5. Oktober: Herzog Ludwig IX. von Bayern-Landshut lässt alle Juden in seinem Territorium festnehmen. Die Schuldbriefe der herzoglichen Räte und Diener werden an die Aussteller zurückgegeben, und die übrigen Schuldner brauchen nur das Kapital unter Abzug der bereits bezahlten Zinsen zu zahlen. Die Festgenommenen müssen nach einer Woche mit ihrer Habe das Land verlassen, sofern sie sich nicht taufen lassen.
- Der Aachener Gaffelbrief ist die erste Verfassung der Freien Reichsstadt Aachen. Sie spielt eine wichtige Rolle im Demokratisierungsprozess für die einfachen Bürger und die Zünfte der Stadt.

#### Balkan
- Anfang des Jahres: Der osmanische Pascha von Gjirokastra erobert durch einen Angriff bei Nacht die Festung von Berat.

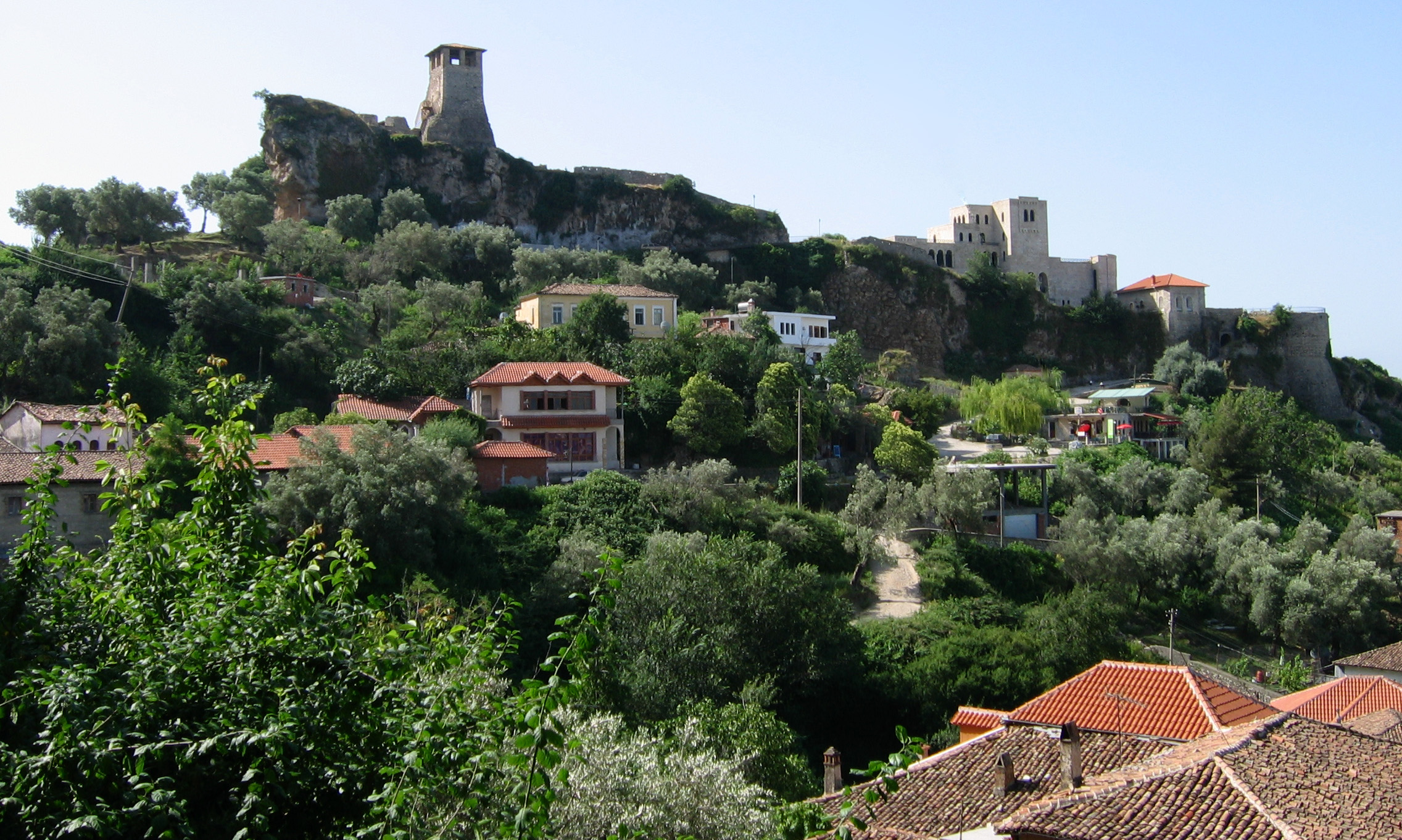
Burg von Kruja

- 14. Mai: Etwa 100.000 osmanische Soldaten unter Sultan Murad II. greifen die Stadt Kruja an, von der aus Skanderbeg seit 1443 den albanischen Widerstand gegen die osmanische Oberherrschaft organisiert hat. Die Erste Belagerung Krujas dauert bis zum 23. November. Danach ziehen die Osmanen ohne Erfolg ab.

#### Asien
- Nach dem Tod von Sejong wird sein Sohn Munjong, der seinen Vater wegen dessen Krankheit bereits bei der Regierung unterstützt hat, übergangslos König der koreanischen Joseon-Dynastie.

#### Afrika
- um 1450: Das Gebiet um Groß-Simbabwe wird verlassen.

#### Südamerika

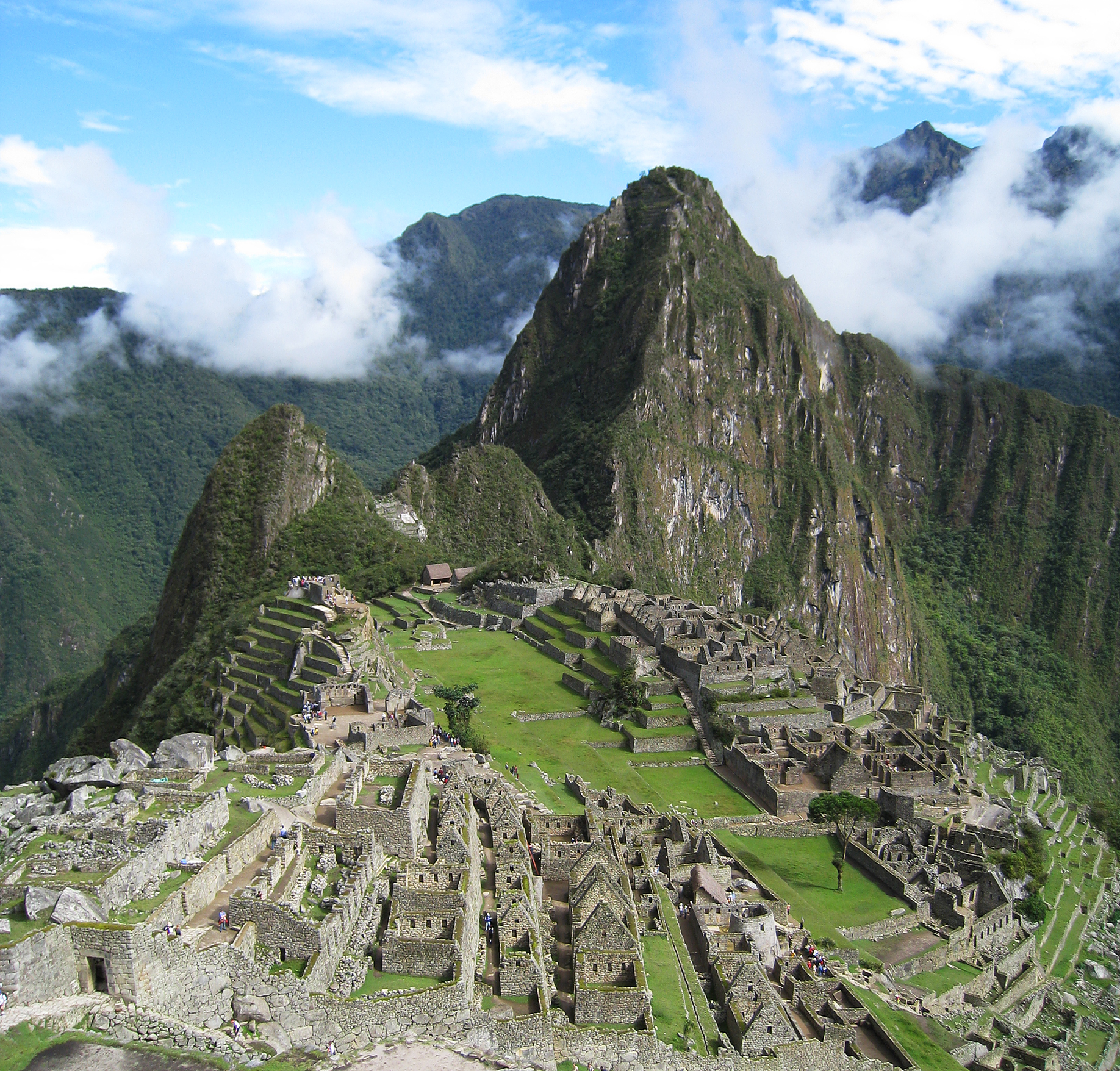
Machu Picchu mit dem Gipfel des Huayna Picchu

- um 1450: Auf Befehl des Inka Pachacútec Yupanqui wird zwischen den Gipfeln des Huayna Picchu und des Machu Picchu im heutigen Peru die Stadt Machu Picchu errichtet.

#### Urkundliche Ersterwähnungen
- Erste urkundliche Erwähnung von Langballig

### Wissenschaft und Technik

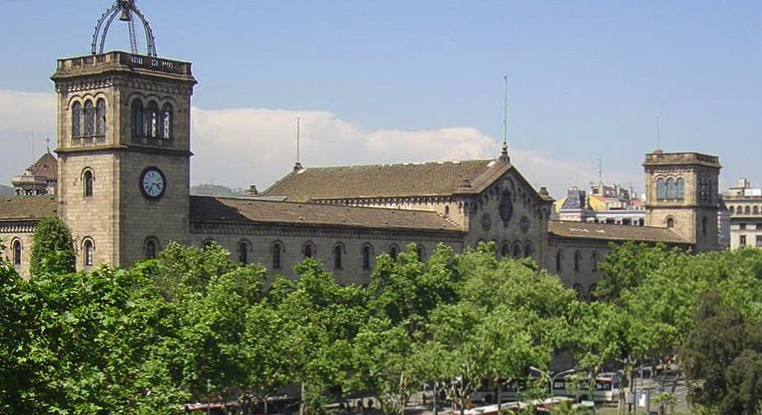
Die Universität Barcelona heute

- 3. November: König Alfons der Großmütige von Aragón gründet die Universität Barcelona.

### Kultur
- um 1450: Das Llyfr Gwyn Hergest, eine Sammlung von Prosawerken und Gedichten in walisischer Sprache, wird zusammengestellt.
- um 1450: Hermann von Sachsenheim verfasst die Minnerede Von der Grasmetzen.
- um 1450: Die Ballade Robin Hood and the Monk entsteht.

### Gesellschaft
- Herzog Franz I. der Bretagne stiftet den französischen Ritterorden der Kornähren.

## Historische Karten und Ansichten

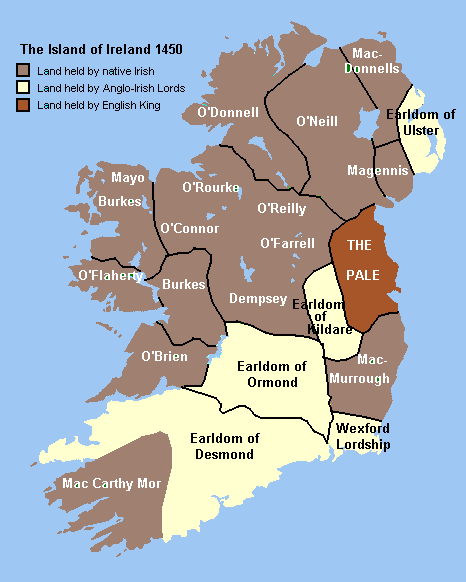
Irland
Östliches Mittelmeer

## Geboren

### Geburtsdatum gesichert
- 12. Februar: Yejong, 8. König der Joseon-Dynastie in Korea († 1469)
- 15. Mai: Cimburga von Baden, Gräfin von Nassau-Dillenburg († 1501)
- 27. Juli: Jakob Wimpfeling, deutscher Dichter, Pädagoge und Historiker († 1528)
- 18. August: Marko Marulić, kroatischer Dichter und Humanist, in Kroatien Vater der kroatischen Literatur genannt († 1524)
- 25. September: Ursula von Brandenburg, Herzogin von Münsterberg und Oels sowie Gräfin von Glatz († 1508)
- 12. November: Jakob von Savoyen, zehnter Sohn des Herzogs Ludwig I. von Savoyen und der Anna von Lusignan († 1486)

### Genaues Geburtsdatum unbekannt
- Pedro Berruguete, spanischer Maler († 1504)
- Matthäus Böblinger, spätgotischer deutscher Baumeister († 1505)
- Colijn de Coter, flämischer Maler († 1539 oder 1540)
- Pêro da Covilhã, portugiesischer Diplomat und Forscher († 1530)
- Guidoccio Cozzarelli, italienischer Maler und Buchmaler († 1517)
- Jurij Drohobytsch, rotruthenischer Philosoph, Astronom, Astrologe und der erste ruthenische Doktor der Medizin († 1494)
- Ludwig von Eyb der Jüngere, deutscher Adeliger, Hofbeamter, Heerführer und Schriftsteller († 1521)
- William Warham, Erzbischof von Canterbury († 1532)

### Geboren um 1450
- Francisco de Almeida, portugiesischer Seefahrer und Militär († 1510)
- Hermann Bote, mittelniederdeutscher Zollschreiber, Chronist, Schriftsteller und Verfasser politischer Streitschriften († um 1520)
- Giovanni Caboto, italienischer Seefahrer in englischen Diensten († nach 1498)
- Bartolomeu Dias, portugiesischer Seefahrer und Entdecker († 1500)
- Hermann von Hessen, Erzbischof von Köln und Fürstbischof von Paderborn († 1508)
- Johann I., Graf von Rietberg († 1516)
- Wolter von Plettenberg, Landmeister in Livland des Deutschen Ordens († 1535)
- Luca Signorelli, italienischer Maler († 1523)
- Jakob Schurtanner, Schweizer katholischer Priester, evangelisch-reformierter Pfarrer in Teufen und Reformator im Appenzellerland († 1526)

## Gestorben

### Erstes Halbjahr
- 13. Januar: Henry Grey, Graf von Tancarville, englischer Adeliger (* 1420)
- 28. Januar: Manfred von Riva, Milaneser Adeliger, Priester und Einsiedler am Luganersee (* Ende 14. Jh.)

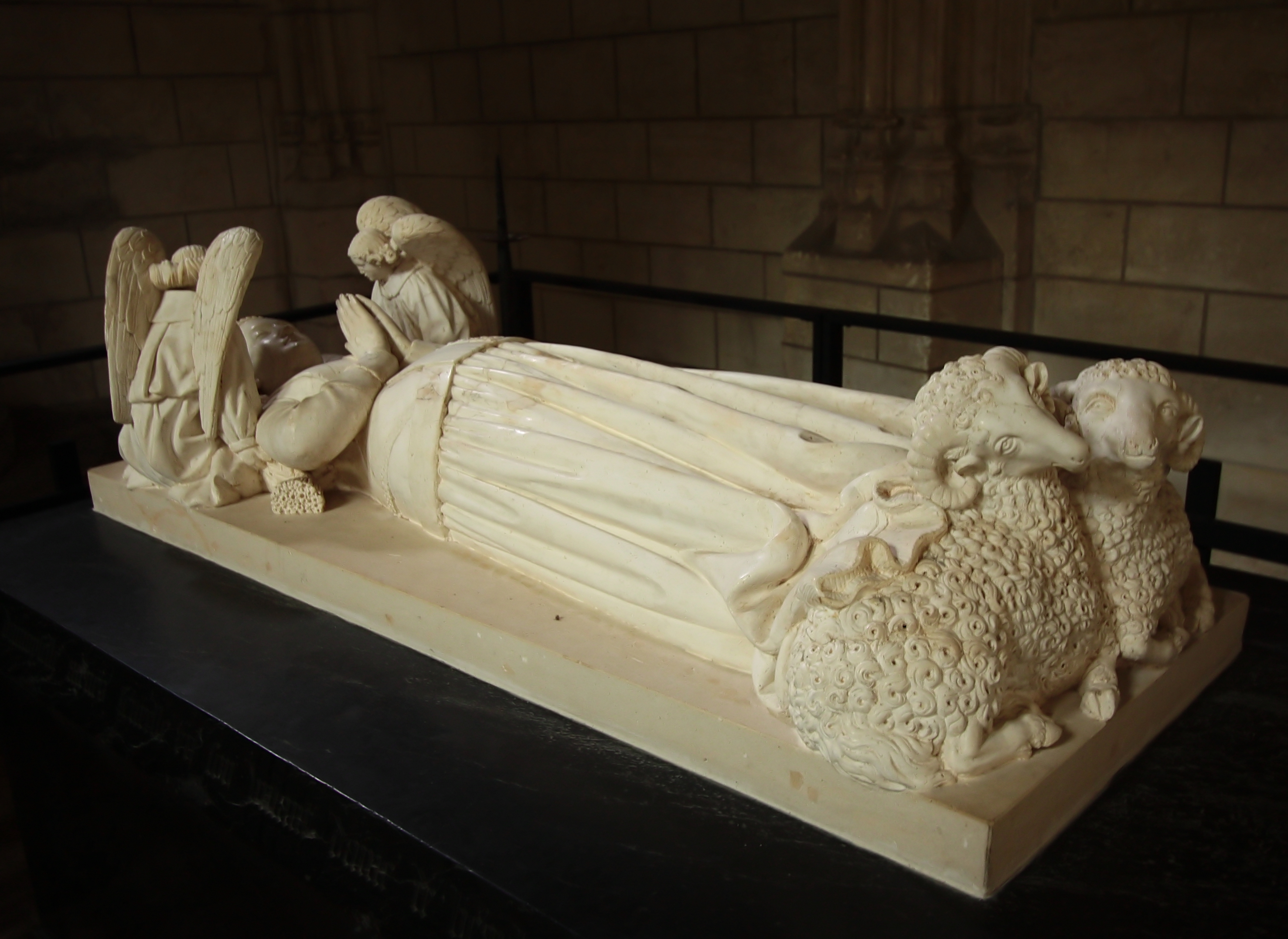
Das Grabmal von Agnès Sorel in der Kirche Saint-Ours in Loches

- 09. oder 11. Februar: Agnès Sorel, französische Adlige, Mätresse König Karls VII. von Frankreich (* um 1411/1422)
- 14. Februar: Johann II., Graf von Ziegenhain und Nidda
- 28. Februar: Friedrich II. von Parsberg, Bischof von Regensburg und Fürstbischof des Hochstiftes von Regensburg
- 01. April: Stefano di Giovanni Sassetta, italienischer Maler (* um 1400)

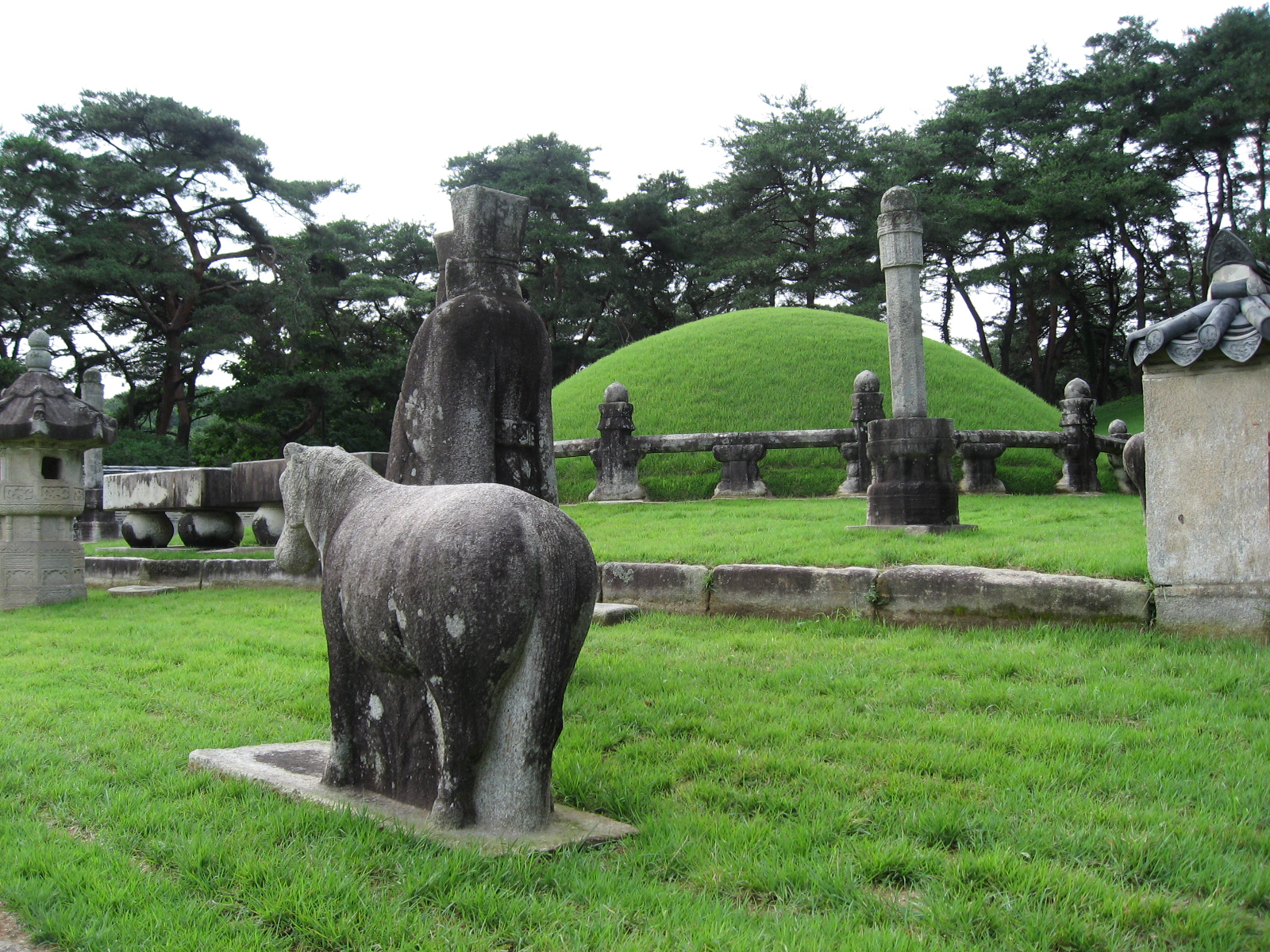
Grabmal König Sejongs

- 08. April: Sejong, vierter König der koreanischen Joseon-Dynastie (* 1397)
- 02. Mai: Paul von Miličin und Talmberg, Bischof von Olmütz
- 02. Mai: William de la Pole, 1. Duke of Suffolk, englischer Adeliger und Heerführer im Hundertjährigen Krieg (* 1396)
- 23. Mai: Helena Dragaš, byzantinische Kaiserin (* um 1372)
- 02. Juni: Heinrich II. von Moers, Bischof von Münster und Administrator des Bistums Osnabrück (* um 1391)
- nach dem 12. Juni: Heinzmann von Silenen, Landeshauptmann von Wallis (* vor 1390)
- 29. Juni: William Ayscough, Bischof von Salisbury

### Zweites Halbjahr
- 04. Juli: Enrico Rampini, Erzbischof von Mailand (* um 1390)
- 04. oder 5. Juli: Mathew Gough, walisischer Söldnerführer, der für England im Hundertjährigen Krieg kämpfte (* 1386/1390)
- 12. Juli: Jack Cade, englischer Rebellenführer
- 18. Juli: Franz I., Herzog von Bretagne (* 1414)
- 20. Juli: Prigent VII. de Coëtivy, bretonischer Adliger und Militär (* 1399)
- 30. Juli: Heinrich XVI., Herzog von Bayern-Landshut (* 1386)
- 22. August: Andreas von Oberstein, Domherr, Stiftspropst und Archidiakon in Speyer sowie in Worms (* um 1400)
- 22. September: Katharina von Sachsen-Lauenburg, Herzogin zu Mecklenburg (* um 1400)
- 23. September: Ludwig I., Graf von Württemberg (* 1412)

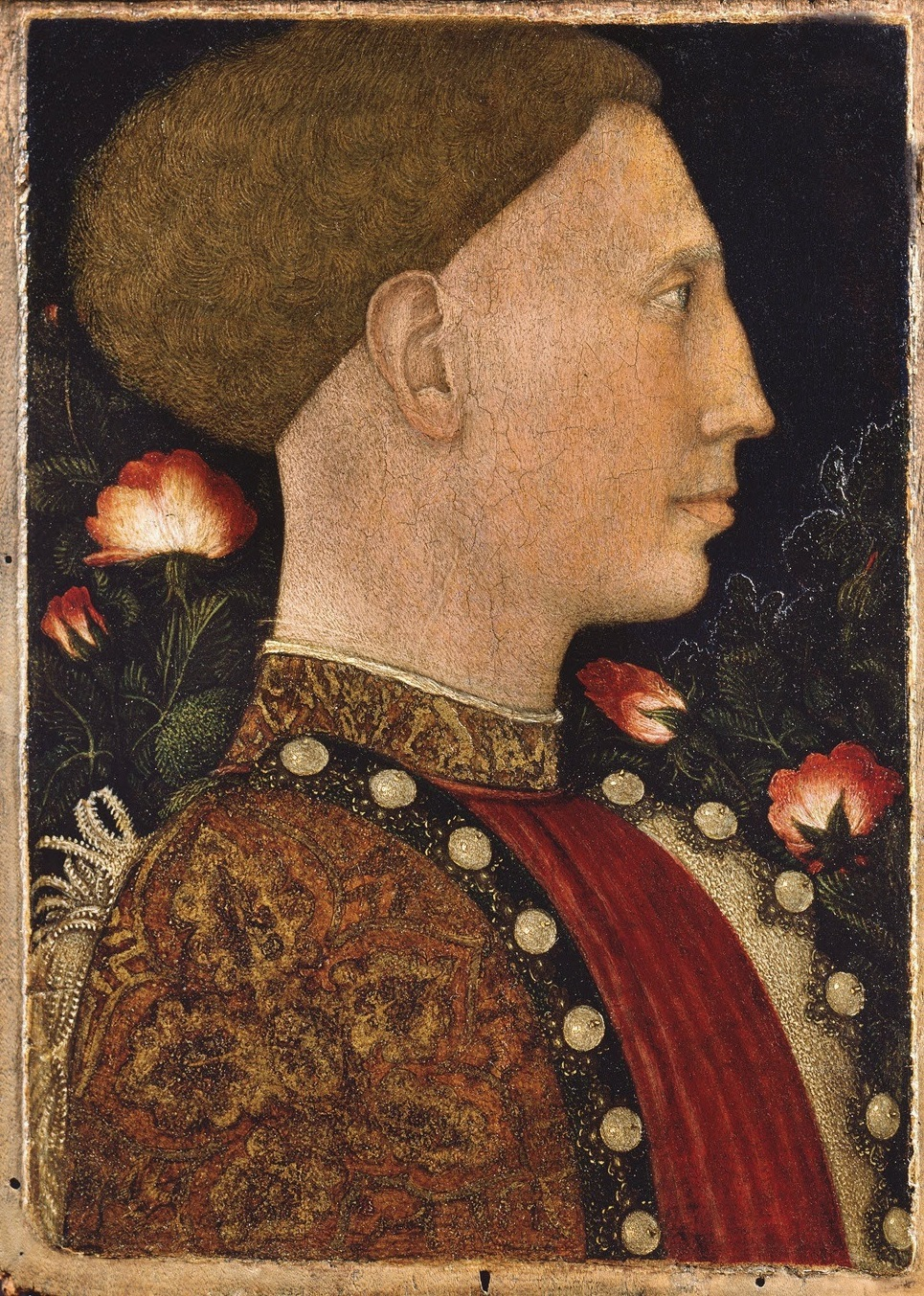
Leonello d’Este, Gemälde von Pisanello

- 01. Oktober: Leonello d’Este, Markgraf von Ferrara (* 1407)
- 05. November: Jean IV., Graf von Armagnac, Fézensac und Rodez (* 1396)

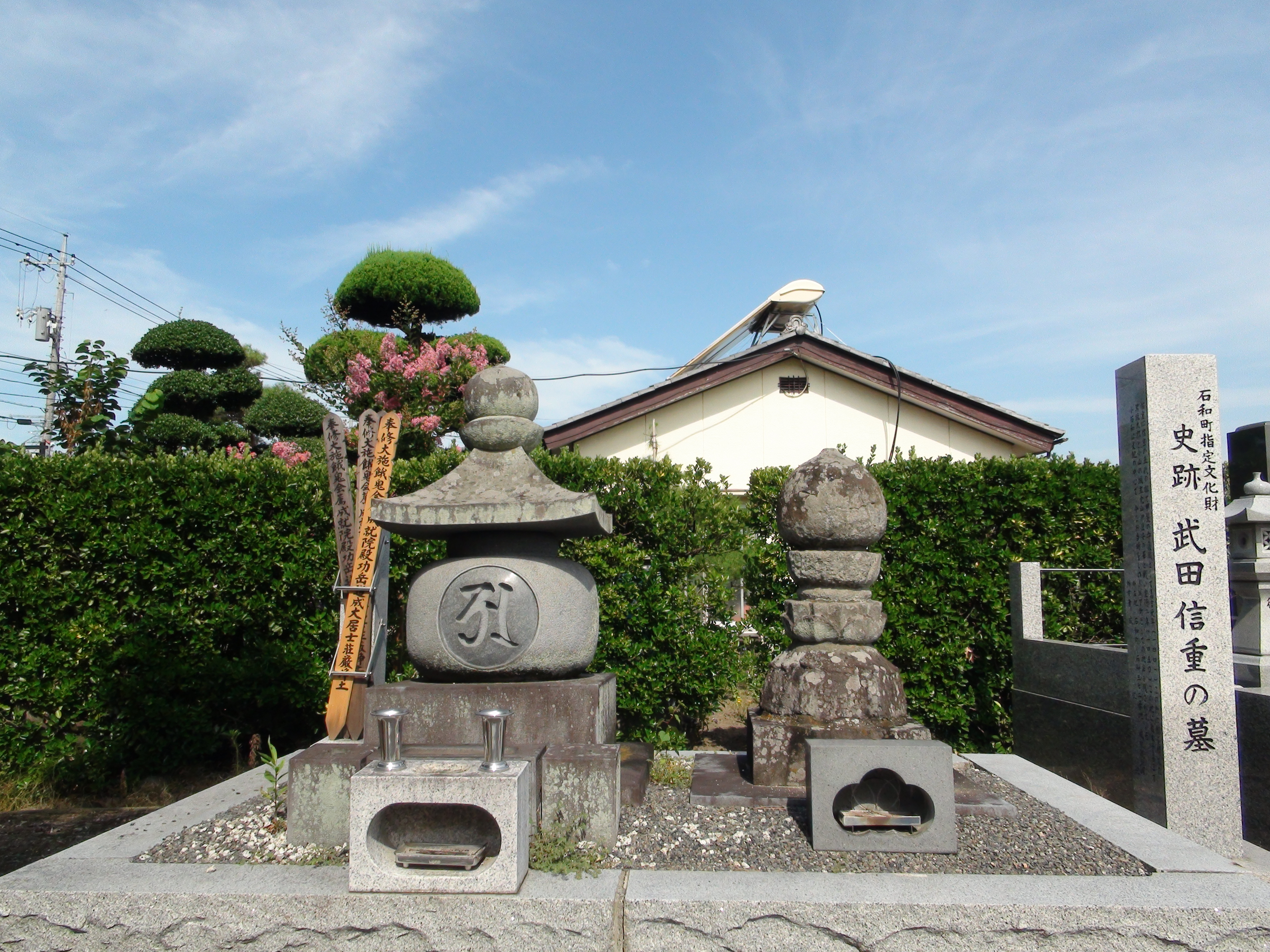
Das Grab von Takeda Nobushige

- 28. Dezember: Takeda Nobushige, japanischer Daimyō der Muromachi-Zeit (* 1368)

### Genaues Todesdatum unbekannt
- Giovanni d’Alemagna, deutscher Maler im italienischen Raum
- Ahmad ibn Arabschah, syrischer Historiker und Übersetzer (* 1389)
- Wilhelm de Lacu, Abt des Klosters Auhausen
- Bengt Jönsson Oxenstierna, schwedischer Adeliger und Reichsverweser (* zw. 1390 und 1393)
- Fritz von Waldenfels, brandenburgischer Amtmann von Hohenberg

### Gestorben um 1450
- 1450/1451: Nils Jönsson Oxenstierna, schwedischer Adeliger und Reichsverweser (* zw. 1390 und 1394)